# Luise Hölscher

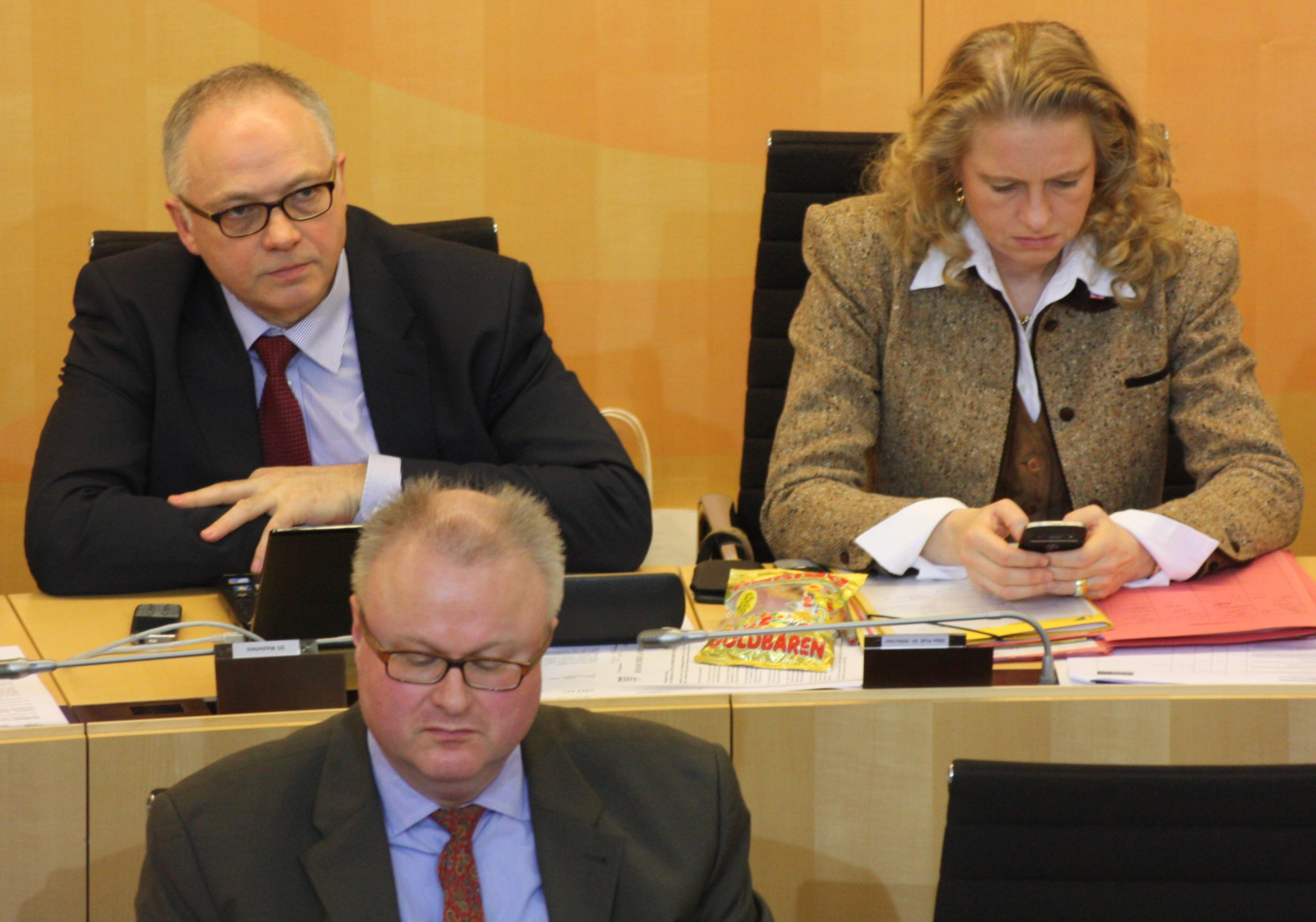
Horst Westerfeld, Luise Hölscher und Thomas Schäfer

Luise Hölscher (* 21. Juli 1971 in Münster) ist eine deutsche Wirtschaftswissenschaftlerin, Managerin und politische Beamtin (CDU). Sie ist seit 2025 Staatssekretärin im Bundesministerium für Digitales und Staatsmodernisierung. Zuvor war sie von 2022 bis 2025 Staatssekretärin im Bundesministerium der Finanzen.

## Leben
Hölscher legte 1990 das Abitur an der Jugenddorf-Christophorusschule in Braunschweig, Förderzweig für Hochbegabte ab und studierte mit einem Stipendium der Studienstiftung des deutschen Volkes Betriebswirtschaftslehre an der Universität Osnabrück. Das Studium schloss sie 1994 mit dem Diplom ab. 1994 bis 2003 nahm sie diverse Lehraufträge und Privatdozenturen an den Universitäten Greifswald, Osnabrück, Erlangen-Nürnberg und Hannover wahr. 1997 folgte die Promotion an der Friedrich-Alexander-Universität Erlangen-Nürnberg und 2003 die Habilitation zu Steuergestaltung und Steuerarbitrage international tätiger Unternehmen, dargestellt am Beispiel des Grenzüberschreitenden Unternehmensverkaufs.
Von November 2002 bis Oktober 2003 war sie Mitarbeiterin bei Rödl & Partner GbR Rechtsanwälte Steuerberater Wirtschaftsprüfer, Nürnberg. Danach arbeitete sie  bis Juli 2004 als Fachreferentin für Steuern, Haushalt und Finanzen beim Wirtschaftsrat der CDU e. V. in Berlin.
Von 2004 bis 2010 hatte sie eine Professur für Accounting & Taxation an der Frankfurt School of Finance & Management inne.
Im August 2010 wurde sie als Staatssekretärin des Landes Hessen unter Finanzminister Thomas Schäfer berufen. Hölscher ist Mitglied der CDU.
Im Juli 2013 kündigte sie ihren Wechsel zur Europäischen Bank für Wiederaufbau und Entwicklung an. Seit 1. Oktober 2013 hatte sie dort das Amt einer Vizepräsidentin (Vice President and Chief Administrative Officer) inne. Mit Verantwortung für Personal, IT und Administrative Dienste. 2018 war sie als freie Beraterin für die Boston Consulting Group tätig.
Zum 1. September 2018 wurde Hölscher in den Vorstand der SRH Holding berufen, eines Bildungs- und Gesundheitsunternehmens mit Sitz in Heidelberg. 2021 war sie kaufmännische Geschäftsführerin der Robert Bosch Gesellschaft für Medizinische Forschung mbH in Stuttgart.
Im Januar 2022 wurde Hölscher unter Bundesminister Christian Lindner (FDP) zur Staatssekretärin im Bundesministerium der Finanzen ernannt. Auch unter Bundesminister Jörg Kukies (SPD) blieb sie im Amt, ehe sie im Zuge der Bildung des Kabinetts Merz am 6. Mai 2025 aus diesem Amt ausschied. Im Zuge der Bildung des Kabinetts Merz wurde sie mit Wirkung vom 21. Mai 2025 unter Bundesminister Karsten Wildberger (CDU) zur Staatssekretärin im Bundesministerium für Digitales und Staatsmodernisierung ernannt. Dort leitet sie gemeinsam mit Markus Richter den Aufbaustab, der den Aufbau des neuen Ministeriums organisiert.